# Interlands Burkinees voetbalelftal 2010-2019
Deze pagina toont een chronologisch en gedetailleerd overzicht van de interlands die het Burkinees voetbalelftal speelt en heeft gespeeld in de periode 2010 – 2019. In dit decennium nam Burkina Faso vooralsnog deel aan alle edities van het Afrikaans kampioenschap voetbal (finaleplaats in 2013), maar wist het zich nog niet te plaatsen voor het wereldkampioenschap voetbal. In het najaar van 2013 werden wel de play-offs bereikt voor deelname aan het WK 2014, maar over twee wedstrijden werd verloren van Algerije.

## Interlands

### 2010
| Afrikaans kampioenschap voetbal 2010 |
| ------------------------------------ |

|                                                                               |           |       |              |                                                                                       |
| 11 januari Afrikaans kampioenschap Groep B № 295 «onderlinge duels» 16:00 uur | Ivoorkust | 0 – 0 | Burkina Faso | Estádio Chimandela, Cabinda Toeschouwers: 5.000 Scheidsrechter: Kacem Bennaceur (TUN) |
| 11 januari Afrikaans kampioenschap Groep B № 295 «onderlinge duels» 16:00 uur |           |       |              | Estádio Chimandela, Cabinda Toeschouwers: 5.000 Scheidsrechter: Kacem Bennaceur (TUN) |

|                                                                               |              |                |       |                                                                                    |
| 19 januari Afrikaans kampioenschap Groep B № 296 «onderlinge duels» 17:00 uur | Burkina Faso | 0 – 1          | Ghana | Estádio Chimandela, Cabinda Toeschouwers: 8.000 Scheidsrechter: Eddy Maillet (SEY) |
| 19 januari Afrikaans kampioenschap Groep B № 296 «onderlinge duels» 17:00 uur |              | 30' André Ayew |       | Estádio Chimandela, Cabinda Toeschouwers: 8.000 Scheidsrechter: Eddy Maillet (SEY) |

|  |  |  |  |  |  |  |  |  |

|                                                                  |                                                                |       |                   |                                   |
| 11 augustus Vriendschappelijk № 297 «onderlinge duels» 19:00 uur | Burkina Faso                                                   | 3 – 0 | Congo-Brazzaville | Stade Municipal de Senlis, Senlis |
| 11 augustus Vriendschappelijk № 297 «onderlinge duels» 19:00 uur | Moumouni Dagano 17' Saïdou Panandétiguiri 33' Alain Traoré 84' |       |                   | Stade Municipal de Senlis, Senlis |

|                                                                  |                         |       |                      |                                 |
| 6 september Vriendschappelijk № 298 «onderlinge duels» 20:30 uur | Burkina Faso            | 1 – 1 | Gabon                | Stade Maurice Chevalier, Cannes |
| 6 september Vriendschappelijk № 298 «onderlinge duels» 20:30 uur | Alain Traoré 86' (pen.) |       | 52' Bruno Mbanangoye | Stade Maurice Chevalier, Cannes |

|                                                                           |                                                            |       |                    |                                                                                     |
| 9 oktober Kwalificatie AK 2012 Groep F № 299 «onderlinge duels» 18:00 uur | Burkina Faso                                               | 3 – 1 | Gambia             | Stade du 4 Août, Ouagadougou Toeschouwers: 25.000 Scheidsrechter: Samir Osman (EGY) |
| 9 oktober Kwalificatie AK 2012 Groep F № 299 «onderlinge duels» 18:00 uur | Moumouni Dagano 17' Wilfried Balima 58' Charles Kaboré 68' |       | 75' Momodou Ceesay | Stade du 4 Août, Ouagadougou Toeschouwers: 25.000 Scheidsrechter: Samir Osman (EGY) |

|                                                                  |                    |       |                                           |                                                         |
| 17 november Vriendschappelijk № 300 «onderlinge duels» 18:15 uur | Guinee             | 1 – 2 | Burkina Faso                              | Stade Michel Hidalgo, Saint-Gratien Toeschouwers: 1.500 |
| 17 november Vriendschappelijk № 300 «onderlinge duels» 18:15 uur | Karamoko Cissé 10' |       | 35' Jonathan Pitroipa 84' Wilfried Balima | Stade Michel Hidalgo, Saint-Gratien Toeschouwers: 1.500 |

### 2011
|                                                                 |              |                  |            |                                     |
| 9 februari Vriendschappelijk № 301 «onderlinge duels» 15:30 uur | Burkina Faso | 0 – 1            | Kaapverdië | Estádio Municipal de Óbidos, Óbidos |
| 9 februari Vriendschappelijk № 301 «onderlinge duels» 15:30 uur |              | 62' Héldon Ramos |            | Estádio Municipal de Óbidos, Óbidos |

|                                                                          |                                                                                   |       |         |                                                                                      |
| 26 maart Kwalificatie AK 2012 Groep F № 302 «onderlinge duels» 18:00 uur | Burkina Faso                                                                      | 4 – 0 | Namibië | Stade du 4 Août, Ouagadougou Toeschouwers: 25.000 Scheidsrechter: Adam Cordier (CHA) |
| 26 maart Kwalificatie AK 2012 Groep F № 302 «onderlinge duels» 18:00 uur | Alain Traoré 25' Alain Traoré 45+1' Richard Gariseb 73' (e.d.) Alain Traoré 90+1' |       |         | Stade du 4 Août, Ouagadougou Toeschouwers: 25.000 Scheidsrechter: Adam Cordier (CHA) |

|                                                                        |                     |       |                                                                                          |                                                                        |
| 4 juni Kwalificatie AK 2012 Groep F № 303 «onderlinge duels» 15:00 uur | Namibië             | 1 – 4 | Burkina Faso                                                                             | Onafhankelijkheidsstadion, Windhoek Scheidsrechter: Jerome Damon (RSA) |
| 4 juni Kwalificatie AK 2012 Groep F № 303 «onderlinge duels» 15:00 uur | Tangeni Shipahu 85' |       | 12' Abdou Traoré 57' (pen.) Aristide Bancé 80' (pen.) Alain Traoré 90' Jonathan Pitroipa | Onafhankelijkheidsstadion, Windhoek Scheidsrechter: Jerome Damon (RSA) |

|                                                                  |                                                              |       |              |                                              |
| 10 augustus Vriendschappelijk № 304 «onderlinge duels» 20:00 uur | Zuid-Afrika                                                  | 3 – 0 | Burkina Faso | Ellispark, Johannesburg Toeschouwers: 10.000 |
| 10 augustus Vriendschappelijk № 304 «onderlinge duels» 20:00 uur | Katlego Mphela 14' Siphiwe Tshabalala 19' Katlego Mphela 51' |       |              | Ellispark, Johannesburg Toeschouwers: 10.000 |

|                                                                  |                  |       |                    |                                                   |
| 3 september Vriendschappelijk № 305 «onderlinge duels» 17:00 uur | Burkina Faso     | 1 – 0 | Equatoriaal-Guinea | Stade du 4 Août, Ouagadougou Toeschouwers: 10.000 |
| 3 september Vriendschappelijk № 305 «onderlinge duels» 17:00 uur | Alain Traoré 61' |       |                    | Stade du 4 Août, Ouagadougou Toeschouwers: 10.000 |

|                                                                |                   |       |                     |                                                                      |
| 8 oktober Vriendschappelijk № 306 «onderlinge duels» 17:30 uur | Gambia            | 1 – 1 | Burkina Faso        | Onafhankelijkheidsstadion, Bakau Scheidsrechter: Yosr Saadalah (TUN) |
| 8 oktober Vriendschappelijk № 306 «onderlinge duels» 17:30 uur | Mamadou Danso 60' |       | 90' Moumouni Dagano | Onafhankelijkheidsstadion, Bakau Scheidsrechter: Yosr Saadalah (TUN) |

|                                                                  |                           |       |                  |                                                        |
| 11 november Vriendschappelijk № 307 «onderlinge duels» 16:00 uur | Burkina Faso              | 1 – 1 | Mali             | Stade Municipal Saint-Leu-la-Forêt, Saint-Leu-la-Forêt |
| 11 november Vriendschappelijk № 307 «onderlinge duels» 16:00 uur | Aristide Bancé 55' (pen.) |       | 47' Seydou Keita | Stade Municipal Saint-Leu-la-Forêt, Saint-Leu-la-Forêt |

|                                                                  |                    |       |                |                                     |
| 15 november Vriendschappelijk № 308 «onderlinge duels» 17:00 uur | Guinee             | 1 – 1 | Burkina Faso   | Stade Henri Longuet, Viry-Châtillon |
| 15 november Vriendschappelijk № 308 «onderlinge duels» 17:00 uur | Ibrahima Conté 90' |       | 10' Yahia Kébé | Stade Henri Longuet, Viry-Châtillon |

### 2012
|                                                                |       |       |              |                                                                            |
| 9 januari Vriendschappelijk № 309 «onderlinge duels» 14:30 uur | Gabon | 0 – 0 | Burkina Faso | Stade Gaston Peyrille, Bitam Scheidsrechter: Mupemba Ignace Nkongolo (COD) |
| 9 januari Vriendschappelijk № 309 «onderlinge duels» 14:30 uur |       |       |              | Stade Gaston Peyrille, Bitam Scheidsrechter: Mupemba Ignace Nkongolo (COD) |

| Afrikaans kampioenschap voetbal 2012 |
| ------------------------------------ |

|                                                                               |                  |       |                                          |                                                                                            |
| 22 januari Afrikaans kampioenschap Groep B № 310 «onderlinge duels» 20:00 uur | Burkina Faso     | 1 – 2 | Angola                                   | Nuevo Estadio de Malabo, Malabo Toeschouwers: 17.000 Scheidsrechter: Mohamed Benouza (ALG) |
| 22 januari Afrikaans kampioenschap Groep B № 310 «onderlinge duels» 20:00 uur | Alain Traoré 58' |       | 48' Mateus Galiano 68' Manucho Gonçalves | Nuevo Estadio de Malabo, Malabo Toeschouwers: 17.000 Scheidsrechter: Mohamed Benouza (ALG) |

|                                                                               |                                          |       |              |                                                                                         |
| 26 januari Afrikaans kampioenschap Groep B № 311 «onderlinge duels» 20:00 uur | Ivoorkust                                | 2 – 0 | Burkina Faso | Nuevo Estadio de Malabo, Malabo Toeschouwers: 12.000 Scheidsrechter: Gehad Grisha (EGY) |
| 26 januari Afrikaans kampioenschap Groep B № 311 «onderlinge duels» 20:00 uur | Salomon Kalou 16' Bakary Koné 82' (e.d.) |       |              | Nuevo Estadio de Malabo, Malabo Toeschouwers: 12.000 Scheidsrechter: Gehad Grisha (EGY) |

|                                                                               |                                             |       |                         |                                                                                  |
| 30 januari Afrikaans kampioenschap Groep B № 312 «onderlinge duels» 18:00 uur | Soedan                                      | 2 – 1 | Burkina Faso            | Estadio de Bata, Bata Toeschouwers: 132 Scheidsrechter: Eric Otogo-Castane (GAB) |
| 30 januari Afrikaans kampioenschap Groep B № 312 «onderlinge duels» 18:00 uur | Mudathir El Tahir 34' Mudathir El Tahir 79' |       | 90+7' Issiaka Ouédraogo | Estadio de Bata, Bata Toeschouwers: 132 Scheidsrechter: Eric Otogo-Castane (GAB) |

|  |  |  |  |  |  |  |  |  |

|                                                                  |                                          |       |              |                                                                                         |
| 29 februari Vriendschappelijk № 313 «onderlinge duels» 18:00 uur | Marokko                                  | 2 – 0 | Burkina Faso | Stade de Marrakech, Marrakech Toeschouwers: 25.000 Scheidsrechter: Lemghaifry Ali (MTN) |
| 29 februari Vriendschappelijk № 313 «onderlinge duels» 18:00 uur | Mbark Boussoufa 17' Youssef El Arabi 63' |       |              | Stade de Marrakech, Marrakech Toeschouwers: 25.000 Scheidsrechter: Lemghaifry Ali (MTN) |

|                                                             |                                           |       |                                   |                                                                  |
| 26 mei Vriendschappelijk № 314 «onderlinge duels» 19:00 uur | Burkina Faso                              | 2 – 2 | Benin                             | Stade du 4 Août, Ouagadougou Scheidsrechter: Tangba Kambou (CIV) |
| 26 mei Vriendschappelijk № 314 «onderlinge duels» 19:00 uur | Préjuce Nakoulma 41' Préjuce Nakoulma 63' |       | 51' David Djigla 58' Mickaël Poté | Stade du 4 Août, Ouagadougou Scheidsrechter: Tangba Kambou (CIV) |

|                                                             |              |       |                   |                                                                                            |
| 2 juni Vriendschappelijk № 315 «onderlinge duels» 19:00 uur | Burkina Faso | 0 – 3 | Congo-Brazzaville | Stade du 4 Août, Ouagadougou Toeschouwers: 23.904 Scheidsrechter: Bouchaïb El Ahrach (MAR) |
| 2 juni Vriendschappelijk № 315 «onderlinge duels» 19:00 uur |              |       |                   | Stade du 4 Août, Ouagadougou Toeschouwers: 23.904 Scheidsrechter: Bouchaïb El Ahrach (MAR) |

|                                                                        |                  |       |              |                                                                                      |
| 9 juni Kwalificatie WK 2014 Groep E № 316 «onderlinge duels» 15:30 uur | Gabon            | 1 – 0 | Burkina Faso | Stade d'Angondjé, Libreville Toeschouwers: 23.000 Scheidsrechter: Ousmane Fall (SEN) |
| 9 juni Kwalificatie WK 2014 Groep E № 316 «onderlinge duels» 15:30 uur | Rémy Ebanega 57' |       |              | Stade d'Angondjé, Libreville Toeschouwers: 23.000 Scheidsrechter: Ousmane Fall (SEN) |

|                                                                  |      |                                                            |              |                                                                                            |
| 14 augustus Vriendschappelijk № 317 «onderlinge duels» 15:00 uur | Togo | 0 – 3                                                      | Burkina Faso | Stade Municipal Saint-Leu-la-Forêt, Saint-Leu-la-Forêt Scheidsrechter: Bruno Derrien (FRA) |
| 14 augustus Vriendschappelijk № 317 «onderlinge duels» 15:00 uur |      | 62' Aboubacar Ouattara 67' Mohamed Koffi 72' Mohamed Koffi |              | Stade Municipal Saint-Leu-la-Forêt, Saint-Leu-la-Forêt Scheidsrechter: Bruno Derrien (FRA) |

|                                                                                  |                               |       |              |                                                                        |
| 8 september Kwalificatie AK 2013 Tweede ronde № 318 «onderlinge duels» 15:00 uur | Centraal-Afrikaanse Republiek | 1 – 0 | Burkina Faso | Barthelemy Bogandastadion, Bangui Scheidsrechter: Bakary Gassama (GAM) |
| 8 september Kwalificatie AK 2013 Tweede ronde № 318 «onderlinge duels» 15:00 uur | Vianney Mabidé 20'            |       |              | Barthelemy Bogandastadion, Bangui Scheidsrechter: Bakary Gassama (GAM) |

|                                                                                 |                                                                |       |                               |                                                                                            |
| 14 oktober Kwalificatie AK 2013 Tweede ronde № 319 «onderlinge duels» 19:00 uur | Burkina Faso                                                   | 3 – 1 | Centraal-Afrikaanse Republiek | Stade du 4 Août, Ouagadougou Toeschouwers: 40.000 Scheidsrechter: Bouchaïb El Ahrach (MAR) |
| 14 oktober Kwalificatie AK 2013 Tweede ronde № 319 «onderlinge duels» 19:00 uur | Alain Traoré 17' Moumouni Dagano 40' (pen.) Alain Traoré 90+6' |       | 7' David Manga                | Stade du 4 Août, Ouagadougou Toeschouwers: 40.000 Scheidsrechter: Bouchaïb El Ahrach (MAR) |

|                                                                      |              |       |      |                                                                |
| 1 december Kwalificatie CHAN 2014 № 320 «onderlinge duels» 18:00 uur | Burkina Faso | 2 – 1 | Togo | Stade du 4 Août, Ouagadougou Scheidsrechter: Jerry Yekeh (LBR) |
| 1 december Kwalificatie CHAN 2014 № 320 «onderlinge duels» 18:00 uur |              |       |      | Stade du 4 Août, Ouagadougou Scheidsrechter: Jerry Yekeh (LBR) |

|                                                                       |      |       |              |                                                           |
| 16 december Kwalificatie CHAN 2014 № 321 «onderlinge duels» 18:00 uur | Togo | 0 – 1 | Burkina Faso | Stade de Kégué, Lomé Scheidsrechter: Achille Madila (COD) |
| 16 december Kwalificatie CHAN 2014 № 321 «onderlinge duels» 18:00 uur |      |       |              | Stade de Kégué, Lomé Scheidsrechter: Achille Madila (COD) |

### 2013
|                                                                 |       |       |              |                            |
| 10 januari Vriendschappelijk № 322 «onderlinge duels» 16:00 uur | Niger | 0 – 0 | Burkina Faso | Mbombelastadion, Nelspruit |
| 10 januari Vriendschappelijk № 322 «onderlinge duels» 16:00 uur |       |       |              | Mbombelastadion, Nelspruit |

|                                                                 |           |                                                               |              |                            |
| 17 januari Vriendschappelijk № 323 «onderlinge duels» 16:00 uur | Swaziland | 0 – 3                                                         | Burkina Faso | Mbombelastadion, Nelspruit |
| 17 januari Vriendschappelijk № 323 «onderlinge duels» 16:00 uur |           | 36' Aristide Bancé 51' Abdou Razack Traoré 66' Wilfried Sanou |              | Mbombelastadion, Nelspruit |

| Afrikaans kampioenschap voetbal 2013 |
| ------------------------------------ |

|                                                                               |                      |       |                    |                                                                                      |
| 21 januari Afrikaans kampioenschap Groep C № 324 «onderlinge duels» 18:00 uur | Nigeria              | 1 – 1 | Burkina Faso       | Mbombelastadion, Nelspruit Toeschouwers: 8.500 Scheidsrechter: Mohamed Benouza (ALG) |
| 21 januari Afrikaans kampioenschap Groep C № 324 «onderlinge duels» 18:00 uur | Emmanuel Emenike 23' |       | 90+4' Alain Traoré | Mbombelastadion, Nelspruit Toeschouwers: 8.500 Scheidsrechter: Mohamed Benouza (ALG) |

|                                                                               |                                                                             |       |          |                                                                                       |
| 25 januari Afrikaans kampioenschap Groep C № 325 «onderlinge duels» 18:00 uur | Burkina Faso                                                                | 4 – 0 | Ethiopië | Mbombelastadion, Nelspruit Toeschouwers: 35.000 Scheidsrechter: Bernard Camille (SEY) |
| 25 januari Afrikaans kampioenschap Groep C № 325 «onderlinge duels» 18:00 uur | Alain Traoré 34' Alain Traoré 74' Djakaridja Koné 79' Jonathan Pitroipa 90' |       |          | Mbombelastadion, Nelspruit Toeschouwers: 35.000 Scheidsrechter: Bernard Camille (SEY) |

|                                                                               |        |       |              |                                                                                  |
| 29 januari Afrikaans kampioenschap Groep C № 326 «onderlinge duels» 18:00 uur | Zambia | 0 – 0 | Burkina Faso | Mbombelastadion, Nelspruit Toeschouwers: 8.000 Scheidsrechter: Sidi Alioum (CMR) |
| 29 januari Afrikaans kampioenschap Groep C № 326 «onderlinge duels» 18:00 uur |        |       |              | Mbombelastadion, Nelspruit Toeschouwers: 8.000 Scheidsrechter: Sidi Alioum (CMR) |

|                                                                                   |                        |              |      |                                                                                     |
| 3 februari Afrikaans kampioenschap Kwartfinale № 327 «onderlinge duels» 18:30 uur | Burkina Faso           | 1 – 0 (n.v.) | Togo | Mbombelastadion, Nelspruit Toeschouwers: 27.000 Scheidsrechter: Badara Diatta (SEN) |
| 3 februari Afrikaans kampioenschap Kwartfinale № 327 «onderlinge duels» 18:30 uur | Jonathan Pitroipa 105' |              |      | Mbombelastadion, Nelspruit Toeschouwers: 27.000 Scheidsrechter: Badara Diatta (SEN) |

|                                                                                    |                                                        |       |                                                                                           |                                                                                    |
| 6 februari Afrikaans kampioenschap Halve finale № 328 «onderlinge duels» 15:00 uur | Burkina Faso                                           | 1 – 1 | Ghana                                                                                     | Mbombelastadion, Nelspruit Toeschouwers: 35.000 Scheidsrechter: Selim Jedidi (TUN) |
| 6 februari Afrikaans kampioenschap Halve finale № 328 «onderlinge duels» 15:00 uur | Aristide Bancé 60'                                     |       | 13' (pen.) Wakaso Mubarak                                                                 | Mbombelastadion, Nelspruit Toeschouwers: 35.000 Scheidsrechter: Selim Jedidi (TUN) |
| 6 februari Afrikaans kampioenschap Halve finale № 328 «onderlinge duels» 15:00 uur | Strafschoppen                                          |       |                                                                                           | Mbombelastadion, Nelspruit Toeschouwers: 35.000 Scheidsrechter: Selim Jedidi (TUN) |
| 6 februari Afrikaans kampioenschap Halve finale № 328 «onderlinge duels» 15:00 uur | Bakary Koné Henri Traoré Paul Koulibaly Aristide Bancé | 2 – 3 | Isaac Vorsah Christian Atsu Twasam Harrison Afful Emmanuel Clottey Emmanuel Agyemang-Badu | Mbombelastadion, Nelspruit Toeschouwers: 35.000 Scheidsrechter: Selim Jedidi (TUN) |

|                                                                               |                 |       |              |                                                                                      |
| 10 februari Afrikaans kampioenschap Finale № 329 «onderlinge duels» 18:30 uur | Nigeria         | 1 – 0 | Burkina Faso | Soccer City, Johannesburg Toeschouwers: 85.000 Scheidsrechter: Djamel Haimoudi (ALG) |
| 10 februari Afrikaans kampioenschap Finale № 329 «onderlinge duels» 18:30 uur | Sunday M'ba 39' |       |              | Soccer City, Johannesburg Toeschouwers: 85.000 Scheidsrechter: Djamel Haimoudi (ALG) |

|  |  |  |  |  |  |  |  |  |

|                                                                          |                                                                                 |       |       |                                                                                         |
| 23 maart Kwalificatie WK 2014 Groep E № 330 «onderlinge duels» 18:00 uur | Burkina Faso                                                                    | 4 – 0 | Niger | Stade du 4 Août, Ouagadougou Toeschouwers: 35.000 Scheidsrechter: Noumandiez Doué (CIV) |
| 23 maart Kwalificatie WK 2014 Groep E № 330 «onderlinge duels» 18:00 uur | Jonathan Pitroipa 3' Aristide Bancé 34' Charles Kaboré 77' Préjuce Nakoulma 86' |       |       | Stade du 4 Août, Ouagadougou Toeschouwers: 35.000 Scheidsrechter: Noumandiez Doué (CIV) |

|                                                             |                                       |       |              |                                                                                            |
| 2 juni Vriendschappelijk № 331 «onderlinge duels» 17:00 uur | Algerije                              | 2 – 0 | Burkina Faso | Stade Mustapha Tchaker, Blida Toeschouwers: 30.000 Scheidsrechter: Nasrallah Jaouadi (TUN) |
| 2 juni Vriendschappelijk № 331 «onderlinge duels» 17:00 uur | El Arbi Soudani 34' Islam Slimani 55' |       |              | Stade Mustapha Tchaker, Blida Toeschouwers: 30.000 Scheidsrechter: Nasrallah Jaouadi (TUN) |

|                                                                        |       |                       |              |                                                                                                |
| 9 juni Kwalificatie WK 2014 Groep E № 332 «onderlinge duels» 16:00 uur | Niger | 0 – 1                 | Burkina Faso | Stade General Seyni Kountche, Niamey Toeschouwers: 18.000 Scheidsrechter: Bamlak Tessema (ETH) |
| 9 juni Kwalificatie WK 2014 Groep E № 332 «onderlinge duels» 16:00 uur |       | 80' Jonathan Pitroipa |              | Stade General Seyni Kountche, Niamey Toeschouwers: 18.000 Scheidsrechter: Bamlak Tessema (ETH) |

|                                                                         |                   |                    |              |                                                                                                  |
| 15 juni Kwalificatie WK 2014 Groep E № 333 «onderlinge duels» 15:30 uur | Congo-Brazzaville | 0 – 1              | Burkina Faso | Stade de Pointe-Noire, Pointe-Noire Toeschouwers: 13.497 Scheidsrechter: Rainhold Shikongo (NAM) |
| 15 juni Kwalificatie WK 2014 Groep E № 333 «onderlinge duels» 15:30 uur |                   | 38' Aristide Bancé |              | Stade de Pointe-Noire, Pointe-Noire Toeschouwers: 13.497 Scheidsrechter: Rainhold Shikongo (NAM) |

|                                                                  |                   |       |       |                                                                |
| 6 juli Kwalificatie CHAN 2014 № 334 «onderlinge duels» 17:00 uur | Burkina Faso      | 1 – 0 | Niger | Stade du 4 Août, Ouagadougou Scheidsrechter: Joshua Amao (NGR) |
| 6 juli Kwalificatie CHAN 2014 № 334 «onderlinge duels» 17:00 uur | Issouf Kaboré 84' |       |       | Stade du 4 Août, Ouagadougou Scheidsrechter: Joshua Amao (NGR) |

|                                                                   |                           |       |              |                                                                               |
| 27 juli Kwalificatie CHAN 2014 № 335 «onderlinge duels» 16:00 uur | Niger                     | 1 – 0 | Burkina Faso | Stade Général Seyni Kountché, Niamey Scheidsrechter: Gustave Tohouegnon (BEN) |
| 27 juli Kwalificatie CHAN 2014 № 335 «onderlinge duels» 16:00 uur | Souleymane Dela Sacko 98' |       |              | Stade Général Seyni Kountché, Niamey Scheidsrechter: Gustave Tohouegnon (BEN) |

|                                                                  |                       |       |                                     |                                                                                      |
| 14 augustus Vriendschappelijk № 336 «onderlinge duels» 20:00 uur | Marokko               | 1 – 2 | Burkina Faso                        | Stade Ibn Batouta, Tanger Toeschouwers: 10.000 Scheidsrechter: Malang Diedhiou (SEN) |
| 14 augustus Vriendschappelijk № 336 «onderlinge duels» 20:00 uur | Abdelaziz Barrada 64' |       | 8' Bertrand Traoré 51' Abdou Traoré | Stade Ibn Batouta, Tanger Toeschouwers: 10.000 Scheidsrechter: Malang Diedhiou (SEN) |

|                                                                  |                                               |       |              |                                                                                      |
| 17 augustus Vriendschappelijk № 337 «onderlinge duels» 13:30 uur | Zuid-Afrika                                   | 2 – 0 | Burkina Faso | Soccer City, Johannesburg Toeschouwers: 13.000 Scheidsrechter: Norman Matemara (ZIM) |
| 17 augustus Vriendschappelijk № 337 «onderlinge duels» 13:30 uur | Siphiwe Tshabalala 22' Luyola Nomandela 90+3' |       |              | Soccer City, Johannesburg Toeschouwers: 13.000 Scheidsrechter: Norman Matemara (ZIM) |

|                                                                             |                      |       |       |                                                                                                 |
| 7 september Kwalificatie WK 2014 Groep E № 338 «onderlinge duels» 15:30 uur | Burkina Faso         | 1 – 0 | Gabon | Stade du 4 Août, Ouagadougou Toeschouwers: 30.000 Scheidsrechter: Rajindraparsad Seechurn (MRI) |
| 7 september Kwalificatie WK 2014 Groep E № 338 «onderlinge duels» 15:30 uur | Préjuce Nakoulma 54' |       |       | Stade du 4 Août, Ouagadougou Toeschouwers: 30.000 Scheidsrechter: Rajindraparsad Seechurn (MRI) |

|                                                                   |                                                                       |       |                    |                             |
| 10 september Vriendschappelijk № 339 «onderlinge duels» 16:00 uur | Nigeria                                                               | 4 – 1 | Burkina Faso       | Ahmadu Bellostadion, Kaduna |
| 10 september Vriendschappelijk № 339 «onderlinge duels» 16:00 uur | Brown Ideye 12' Brown Ideye 42' Shola Ameobi 53' Emmanuel Emenike 63' |       | 76' Saïdou Simporé | Ahmadu Bellostadion, Kaduna |

|                                                                             |                                                                       |       |                                       |                                                                                       |
| 12 oktober Kwalificatie WK 2014 Play-off № 340 «onderlinge duels» 17:00 uur | Burkina Faso                                                          | 3 – 2 | Algerije                              | Stade du 4 Août, Ouagadougou Toeschouwers: 31.000 Scheidsrechter: Janny Sikazwe (ZAM) |
| 12 oktober Kwalificatie WK 2014 Play-off № 340 «onderlinge duels» 17:00 uur | Jonathan Pitroipa 45+2' Djakaridja Koné 65' Aristide Bancé 86' (pen.) |       | 50' Sofiane Féghouli 68' Carl Medjani | Stade du 4 Août, Ouagadougou Toeschouwers: 31.000 Scheidsrechter: Janny Sikazwe (ZAM) |

|                                                                              |                      |       |              |                                                                                        |
| 19 november Kwalificatie WK 2014 Play-off № 341 «onderlinge duels» 19:15 uur | Algerije             | 1 – 0 | Burkina Faso | Stade Mustapha Tchaker, Blida Toeschouwers: 35.000 Scheidsrechter: Badara Diatta (SEN) |
| 19 november Kwalificatie WK 2014 Play-off № 341 «onderlinge duels» 19:15 uur | Madjid Bougherra 49' |       |              | Stade Mustapha Tchaker, Blida Toeschouwers: 35.000 Scheidsrechter: Badara Diatta (SEN) |

### 2014
| African Championship of Nations 2014 |
| ------------------------------------ |

|                                                                                       |                                     |       |                    |                                                                                        |
| 12 januari African Championship of Nations Groep B № 342 «onderlinge duels» 18:00 uur | Oeganda                             | 2 – 1 | Burkina Faso       | Athlonestadion, Kaapstad Toeschouwers: 2.000 Scheidsrechter: Lemghaifry Ould Ali (MTN) |
| 12 januari African Championship of Nations Groep B № 342 «onderlinge duels» 18:00 uur | Yunus Sentamu 15' Yunus Sentamu 73' |       | 88' Cyrille Bayala | Athlonestadion, Kaapstad Toeschouwers: 2.000 Scheidsrechter: Lemghaifry Ould Ali (MTN) |

|                                                                                       |                        |       |                    |                                                                                    |
| 16 januari African Championship of Nations Groep B № 343 «onderlinge duels» 20:00 uur | Burkina Faso           | 1 – 1 | Marokko            | Athlonestadion, Kaapstad Toeschouwers: 3.000 Scheidsrechter: Mahamadou Keita (MLI) |
| 16 januari African Championship of Nations Groep B № 343 «onderlinge duels» 20:00 uur | Bassirou Ouédraogo 88' |       | 1' Brahim El Bahri | Athlonestadion, Kaapstad Toeschouwers: 3.000 Scheidsrechter: Mahamadou Keita (MLI) |

|                                                                                       |              |                     |          |                                                                                       |
| 20 januari African Championship of Nations Groep B № 344 «onderlinge duels» 17:00 uur | Burkina Faso | 0 – 1               | Zimbabwe | Athlonestadion, Kaapstad Toeschouwers: 7.200 Scheidsrechter: Mohamed Said Kordi (TUN) |
| 20 januari African Championship of Nations Groep B № 344 «onderlinge duels» 17:00 uur |              | 56' Masimba Mambare |          | Athlonestadion, Kaapstad Toeschouwers: 7.200 Scheidsrechter: Mohamed Said Kordi (TUN) |

|  |  |  |  |  |  |  |  |  |

|                                                              |                         |       |                                |                                                                                        |
| 3 maart Vriendschappelijk № 345 «onderlinge duels» 17:00 uur | Burkina Faso            | 1 – 1 | Comoren                        | Stade Francis-Turcan, Martigues Toeschouwers: 3.000 Scheidsrechter: Saïd Ennjimi (FRA) |
| 3 maart Vriendschappelijk № 345 «onderlinge duels» 17:00 uur | Alain Traoré 17' (pen.) |       | 50' (pen.) Youssouf M'Changama | Stade Francis-Turcan, Martigues Toeschouwers: 3.000 Scheidsrechter: Saïd Ennjimi (FRA) |

|                                                             |                    |       |               |                              |
| 21 mei Vriendschappelijk № 346 «onderlinge duels» 19:00 uur | Burkina Faso       | 1 – 1 | Senegal       | Stade du 4 Août, Ouagadougou |
| 21 mei Vriendschappelijk № 346 «onderlinge duels» 19:00 uur | Jonathan Zongo 90' |       | 56' Pape Diop | Stade du 4 Août, Ouagadougou |

|                                                                             |                                        |       |         |                                                                   |
| 6 september Kwalificatie AK 2015 Groep C № 347 «onderlinge duels» 17:00 uur | Burkina Faso                           | 2 – 0 | Lesotho | Stade du 4 Août, Ouagadougou Scheidsrechter: Hudu Munyemana (RWA) |
| 6 september Kwalificatie AK 2015 Groep C № 347 «onderlinge duels» 17:00 uur | Jonathan Pitroipa 11' Alain Traoré 49' |       |         | Stade du 4 Août, Ouagadougou Scheidsrechter: Hudu Munyemana (RWA) |

|                                                                              |        |                                                                |              |                                                                   |
| 10 september Kwalificatie AK 2015 Groep C № 348 «onderlinge duels» 17:00 uur | Angola | 0 – 3                                                          | Burkina Faso | Estádio 11 de Novembro, Luanda Scheidsrechter: Víctor Gomes (RSA) |
| 10 september Kwalificatie AK 2015 Groep C № 348 «onderlinge duels» 17:00 uur |        | 43' Aristide Bancé 49' Jonathan Pitroipa 57' Jonathan Pitroipa |              | Estádio 11 de Novembro, Luanda Scheidsrechter: Víctor Gomes (RSA) |

|                                                                            |                                                             |       |              |                                                                   |
| 11 oktober Kwalificatie AK 2015 Groep C № 349 «onderlinge duels» 18:30 uur | Gabon                                                       | 2 – 0 | Burkina Faso | Stade d'Angondjé, Libreville Scheidsrechter: Joseph Lamptey (GHA) |
| 11 oktober Kwalificatie AK 2015 Groep C № 349 «onderlinge duels» 18:30 uur | Pierre-Emerick Aubameyang 68' Pierre-Emerick Aubameyang 74' |       |              | Stade d'Angondjé, Libreville Scheidsrechter: Joseph Lamptey (GHA) |

|                                                                            |                       |       |                   |                                                                 |
| 15 oktober Kwalificatie AK 2015 Groep C № 350 «onderlinge duels» 18:00 uur | Burkina Faso          | 1 – 1 | Gabon             | Stade du 4 Août, Ouagadougou Scheidsrechter: Joshua Bondo (BOT) |
| 15 oktober Kwalificatie AK 2015 Groep C № 350 «onderlinge duels» 18:00 uur | Jonathan Pitroipa 30' |       | 76' Malick Evouna | Stade du 4 Août, Ouagadougou Scheidsrechter: Joshua Bondo (BOT) |

|                                                                             |         |                      |              |                                                                 |
| 15 november Kwalificatie AK 2015 Groep C № 351 «onderlinge duels» 15:00 uur | Lesotho | 0 – 1                | Burkina Faso | Setsotostadion, Maseru Scheidsrechter: Thierry Nkurunziza (BRI) |
| 15 november Kwalificatie AK 2015 Groep C № 351 «onderlinge duels» 15:00 uur |         | 3' Jonathan Pitroipa |              | Setsotostadion, Maseru Scheidsrechter: Thierry Nkurunziza (BRI) |

|                                                                             |                              |       |                   |                                                                     |
| 19 november Kwalificatie AK 2015 Groep C № 352 «onderlinge duels» 18:00 uur | Burkina Faso                 | 1 – 1 | Angola            | Stade du 4 Août, Ouagadougou Scheidsrechter: Youssef Essrayri (TUN) |
| 19 november Kwalificatie AK 2015 Groep C № 352 «onderlinge duels» 18:00 uur | Jonathan Pitroipa 45' (pen.) |       | 27' Djalma Campos | Stade du 4 Août, Ouagadougou Scheidsrechter: Youssef Essrayri (TUN) |

### 2015
|                                                                 | |       |                     |                                              |
| 10 januari Vriendschappelijk № 353 «onderlinge duels» 15:00 uur | Burkina Faso                                                                                         | 5 – 1 | Swaziland           | Mbombelastadion, Nelspruit Toeschouwers: 700 |
| 10 januari Vriendschappelijk № 353 «onderlinge duels» 15:00 uur | Alain Traoré 12' Maqhawe Dlamini 12' (e.d.) Mohamed Koffi 68' Bertrand Traoré 76' Aristide Bancé 82' |       | 7' Mthunzi Mkhontfo | Mbombelastadion, Nelspruit Toeschouwers: 700 |

|                                                                 |                                       |       |          |                            |
| 13 januari Vriendschappelijk № 354 «onderlinge duels» 15:00 uur | Burkina Faso                          | 2 – 0 | Botswana | Mbombelastadion, Nelspruit |
| 13 januari Vriendschappelijk № 354 «onderlinge duels» 15:00 uur | Jonathan Zongo 27' Aristide Bancé 30' |       |          | Mbombelastadion, Nelspruit |

| Afrikaans kampioenschap voetbal 2015 |
| ------------------------------------ |

|                                                                               |              |                                                 |       |                                                                                          |
| 17 januari Afrikaans kampioenschap Groep A № 355 «onderlinge duels» 19:00 uur | Burkina Faso | 0 – 2                                           | Gabon | Estadio de Bata, Bata Toeschouwers: 40.245 Scheidsrechter: Rajindraparsad Seechurn (MRI) |
| 17 januari Afrikaans kampioenschap Groep A № 355 «onderlinge duels» 19:00 uur |              | 19' Pierre-Emerick Aubameyang 72' Malick Evouna |       | Estadio de Bata, Bata Toeschouwers: 40.245 Scheidsrechter: Rajindraparsad Seechurn (MRI) |

|                                                                               |                    |       |              |                                                                              |
| 21 januari Afrikaans kampioenschap Groep A № 356 «onderlinge duels» 16:00 uur | Equatoriaal-Guinea | 0 – 0 | Burkina Faso | Estadio de Bata, Bata Toeschouwers: 39.867 Scheidsrechter: Sidi Alioum (CMR) |
| 21 januari Afrikaans kampioenschap Groep A № 356 «onderlinge duels» 16:00 uur |                    |       |              | Estadio de Bata, Bata Toeschouwers: 39.867 Scheidsrechter: Sidi Alioum (CMR) |

|                                                                               |                                         |       |                    |                                                                                        |
| 25 januari Afrikaans kampioenschap Groep A № 357 «onderlinge duels» 18:00 uur | Congo-Brazzaville                       | 2 – 1 | Burkina Faso       | Estadio de Ebebiyín, Ebebiyín Toeschouwers: 7.945 Scheidsrechter: Joseph Lamptey (GHA) |
| 25 januari Afrikaans kampioenschap Groep A № 357 «onderlinge duels» 18:00 uur | Thievy Bifouma 51' Fabrice N'Guessi 88' |       | 86' Aristide Bancé | Estadio de Ebebiyín, Ebebiyín Toeschouwers: 7.945 Scheidsrechter: Joseph Lamptey (GHA) |

|  |  |  |  |  |  |  |  |  |

|                                                             |            |       |              |                                                                                           |
| 12 mei Vriendschappelijk № 358 «onderlinge duels» 18:00 uur | Kazachstan | 0 – 0 | Burkina Faso | Almatı Ortalıq Stadionı, Almaty Toeschouwers: 4.000 Scheidsrechter: Ravshan Irmatov (UZB) |
| 12 mei Vriendschappelijk № 358 «onderlinge duels» 18:00 uur |            |       |              | Almatı Ortalıq Stadionı, Almaty Toeschouwers: 4.000 Scheidsrechter: Ravshan Irmatov (UZB) |

|                                                             |                                         |       |                                                           |                                                                                             |
| 6 juni Vriendschappelijk № 359 «onderlinge duels» 17:00 uur | Burkina Faso                            | 2 – 3 | Kameroen                                                  | Stade olympique Yves-du-Manoir, Parijs Toeschouwers: 500 Scheidsrechter: Ruddy Buquet (FRA) |
| 6 juni Vriendschappelijk № 359 «onderlinge duels» 17:00 uur | Préjuce Nakoulma 18' Aristide Bancé 39' |       | 35' Vincent Aboubakar 85' Clinton N'Jie 90' Clinton N'Jie | Stade olympique Yves-du-Manoir, Parijs Toeschouwers: 500 Scheidsrechter: Ruddy Buquet (FRA) |

|                                                                 |                                       |       |         |                                                                                      |
| 13 juni Kwalificatie AK 2017 № 360 «onderlinge duels» 19:00 uur | Burkina Faso                          | 2 – 0 | Comoren | Stade du 4 Août, Ouagadougou Toeschouwers: 22.000 Scheidsrechter: Lazard Tsiba (CGO) |
| 13 juni Kwalificatie AK 2017 № 360 «onderlinge duels» 19:00 uur | Aristide Bancé 62' Jonathan Zongo 82' |       |         | Stade du 4 Août, Ouagadougou Toeschouwers: 22.000 Scheidsrechter: Lazard Tsiba (CGO) |

|                                                                     |                   |       |              |                                                                               |
| 5 september Kwalificatie AK 2017 № 361 «onderlinge duels» 15:00 uur | Botswana          | 1 – 0 | Burkina Faso | Nieuwe Francistownstadion, Francistown Scheidsrechter: Parmendra Nunkoo (MRI) |
| 5 september Kwalificatie AK 2017 № 361 «onderlinge duels» 15:00 uur | Joel Mogorosi 49' |       |              | Nieuwe Francistownstadion, Francistown Scheidsrechter: Parmendra Nunkoo (MRI) |

|                                                                   |                    |       |                                                                        |                                                                                |
| 9 oktober Kwalificatie AK 2017 № 362 «onderlinge duels» 19:45 uur | Burkina Faso       | 1 – 4 | Mali                                                                   | Stade de l'Aube, Troyes Toeschouwers: 1.514 Scheidsrechter: Saïd Ennjimi (FRA) |
| 9 oktober Kwalificatie AK 2017 № 362 «onderlinge duels» 19:45 uur | Aristide Bancé 21' |       | 7' Bakary Sako 18' (pen.) Bakary Sako 52' Modibo Maïga 67' Molla Wague | Stade de l'Aube, Troyes Toeschouwers: 1.514 Scheidsrechter: Saïd Ennjimi (FRA) |

|                                                                      |                                     |       |              |                                                                              |
| 17 oktober Kwalificatie CHAN 2016 № 363 «onderlinge duels» 16:00 uur | Nigeria                             | 2 – 0 | Burkina Faso | Adokiye Amiesimakastadion, Port Harcourt Scheidsrechter: Boubou Traore (MLI) |
| 17 oktober Kwalificatie CHAN 2016 № 363 «onderlinge duels» 16:00 uur | Yaro Boture 23' Gbolahan Salami 75' |       |              | Adokiye Amiesimakastadion, Port Harcourt Scheidsrechter: Boubou Traore (MLI) |

|                                                                      |              |       |         |                                                                 |
| 25 oktober Kwalificatie CHAN 2016 № 364 «onderlinge duels» 16:00 uur | Burkina Faso | 0 – 0 | Nigeria | Stade du 4 Août, Ouagadougou Scheidsrechter: Mohamed Omar (LBY) |
| 25 oktober Kwalificatie CHAN 2016 № 364 «onderlinge duels» 16:00 uur |              |       |         | Stade du 4 Août, Ouagadougou Scheidsrechter: Mohamed Omar (LBY) |

|                                                                                  |                                                    |       |                      |                                                                                          |
| 12 november Kwalificatie WK 2018 Tweede ronde № 365 «onderlinge duels» 15:00 uur | Benin                                              | 2 – 1 | Burkina Faso         | Stade de l'Amitié, Cotonou Toeschouwers: 17.000 Scheidsrechter: Bouchaïb El Ahrach (MAR) |
| 12 november Kwalificatie WK 2018 Tweede ronde № 365 «onderlinge duels» 15:00 uur | Stéphane Sessègnon 45' (pen.) Bello Babatounde 85' |       | 51' Préjuce Nakoulma | Stade de l'Amitié, Cotonou Toeschouwers: 17.000 Scheidsrechter: Bouchaïb El Ahrach (MAR) |

|                                                                                  |                                                  |       |       |                                                                                           |
| 17 november Kwalificatie WK 2018 Tweede ronde № 366 «onderlinge duels» 18:00 uur | Burkina Faso                                     | 2 – 0 | Benin | Stade du 4 Août, Ouagadougou Toeschouwers: 21.212 Scheidsrechter: Mehdi Abid Charef (ALG) |
| 17 november Kwalificatie WK 2018 Tweede ronde № 366 «onderlinge duels» 18:00 uur | Jonathan Pitroipa 18' (pen.) Bertrand Traoré 71' |       |       | Stade du 4 Août, Ouagadougou Toeschouwers: 21.212 Scheidsrechter: Mehdi Abid Charef (ALG) |

### 2016
|                                                                  |                                                  |       |              |                                                                                        |
| 27 februari Vriendschappelijk № 367 «onderlinge duels» 17:00 uur | Egypte                                           | 2 – 0 | Burkina Faso | Borg El Arabstadion, Alexandrië Toeschouwers: 1.000 Scheidsrechter: Ibrahim Nour (EGY) |
| 27 februari Vriendschappelijk № 367 «onderlinge duels» 17:00 uur | Abdallah El Said 24' Abdallah El Said 58' (pen.) |       |              | Borg El Arabstadion, Alexandrië Toeschouwers: 1.000 Scheidsrechter: Ibrahim Nour (EGY) |

|                                                                          |                              |       |         |                                                                 |
| 26 maart Kwalificatie AK 2017 Groep D № 368 «onderlinge duels» 18:00 uur | Burkina Faso                 | 1 – 0 | Oeganda | Stade du 4 Août, Ouagadougou Scheidsrechter: Gehad Grisha (EGY) |
| 26 maart Kwalificatie AK 2017 Groep D № 368 «onderlinge duels» 18:00 uur | Jonathan Pitroipa 59' (pen.) |       |         | Stade du 4 Août, Ouagadougou Scheidsrechter: Gehad Grisha (EGY) |

|                                                                          |         |       |              |                                                                          |
| 29 maart Kwalificatie AK 2017 Groep D № 369 «onderlinge duels» 19:00 uur | Oeganda | 0 – 0 | Burkina Faso | Nelson Mandelastadion, Kampala Scheidsrechter: Hamada Nampiandraza (MAD) |
| 29 maart Kwalificatie AK 2017 Groep D № 369 «onderlinge duels» 19:00 uur |         |       |              | Nelson Mandelastadion, Kampala Scheidsrechter: Hamada Nampiandraza (MAD) |

|                                                                        |         |                  |              |                                                                 |
| 5 juni Kwalificatie AK 2017 Groep D № 370 «onderlinge duels» 15:00 uur | Comoren | 0 – 1            | Burkina Faso | Stade de Beaumer, Moroni Scheidsrechter: Louis Hakizimana (RWA) |
| 5 juni Kwalificatie AK 2017 Groep D № 370 «onderlinge duels» 15:00 uur |         | 80' Alain Traoré |              | Stade de Beaumer, Moroni Scheidsrechter: Louis Hakizimana (RWA) |

|                                                                  |                   |       |              |                                                                                      |
| 24 augustus Vriendschappelijk № 371 «onderlinge duels» 19:00 uur | Oezbekistan       | 1 – 0 | Burkina Faso | Bunyodkorstadion, Tasjkent Toeschouwers: 4.126 Scheidsrechter: Sherzod Kasymov (UZB) |
| 24 augustus Vriendschappelijk № 371 «onderlinge duels» 19:00 uur | Yegor Krimets 43' |       |              | Bunyodkorstadion, Tasjkent Toeschouwers: 4.126 Scheidsrechter: Sherzod Kasymov (UZB) |

|                                                                             |                                        |       |                           |                                                                     |
| 4 september Kwalificatie AK 2017 Groep D № 372 «onderlinge duels» 15:00 uur | Burkina Faso                           | 2 – 1 | Botswana                  | Stade du 4 Août, Ouagadougou Scheidsrechter: Youssef Essrayri (TUN) |
| 4 september Kwalificatie AK 2017 Groep D № 372 «onderlinge duels» 15:00 uur | Préjuce Nakoulma 18' Banou Diawara 90' |       | 80' (pen.) Thabang Sesiny | Stade du 4 Août, Ouagadougou Scheidsrechter: Youssef Essrayri (TUN) |

|                                                                               |                   |       |                 |                                                                    |
| 8 oktober Kwalificatie WK 2018 Derde ronde № 373 «onderlinge duels» 19:00 uur | Burkina Faso      | 1 – 1 | Zuid-Afrika     | Stade du 4 Août, Ouagadougou Scheidsrechter: Rédouande Jiyed (MAR) |
| 8 oktober Kwalificatie WK 2018 Derde ronde № 373 «onderlinge duels» 19:00 uur | Banou Diawara 90' |       | 81' Dean Furman | Stade du 4 Août, Ouagadougou Scheidsrechter: Rédouande Jiyed (MAR) |

|                                                                                 |            |                                       |              |                                                                    |
| 12 november Kwalificatie WK 2018 Derde ronde № 374 «onderlinge duels» 15:00 uur | Kaapverdië | 0 – 2                                 | Burkina Faso | Estádio da Várzea, Praia Scheidsrechter: Lemghaifry Ould Ali (MTN) |
| 12 november Kwalificatie WK 2018 Derde ronde № 374 «onderlinge duels» 15:00 uur |            | 2' Banou Diawara 29' Préjuce Nakoulma |              | Estádio da Várzea, Praia Scheidsrechter: Lemghaifry Ould Ali (MTN) |

### 2017
|                                                                |                       |       |                                        |                                                                                           |
| 7 januari Vriendschappelijk № 375 «onderlinge duels» 16:00 uur | Mali                  | 1 – 2 | Burkina Faso                           | Stade de Marrakech, Marrakech Toeschouwers: 0 Scheidsrechter: Noureddine El Jaafari (MAR) |
| 7 januari Vriendschappelijk № 375 «onderlinge duels» 16:00 uur | Mustapha Yatabaré 68' |       | 41' Jonathan Zongo 57' Bertrand Traoré | Stade de Marrakech, Marrakech Toeschouwers: 0 Scheidsrechter: Noureddine El Jaafari (MAR) |

| Afrikaans kampioenschap voetbal 2017 |
| ------------------------------------ |

|                                                                               |                   |       |                        |                                                                  |
| 14 januari Afrikaans kampioenschap Groep A № 376 «onderlinge duels» 20:00 uur | Burkina Faso      | 1 – 1 | Kameroen               | Stade d'Angondjé, Libreville Scheidsrechter: Janny Sikazwe (ZAM) |
| 14 januari Afrikaans kampioenschap Groep A № 376 «onderlinge duels» 20:00 uur | Issoufou Dayo 75' |       | 35' Benjamin Moukandjo | Stade d'Angondjé, Libreville Scheidsrechter: Janny Sikazwe (ZAM) |

|                                                                               |                                      |       |                      |                                                                    |
| 18 januari Afrikaans kampioenschap Groep A № 377 «onderlinge duels» 17:00 uur | Gabon                                | 1 – 1 | Burkina Faso         | Stade de l'Amitié, Libreville Scheidsrechter: Bakary Gassama (GAM) |
| 18 januari Afrikaans kampioenschap Groep A № 377 «onderlinge duels» 17:00 uur | Pierre-Emerick Aubameyang 38' (pen.) |       | 23' Préjuce Nakoulma | Stade de l'Amitié, Libreville Scheidsrechter: Bakary Gassama (GAM) |

|                                                                               |               |                                                 |              |                                                                        |
| 22 januari Afrikaans kampioenschap Groep A № 378 «onderlinge duels» 20:00 uur | Guinee-Bissau | 0 – 2                                           | Burkina Faso | Stade de Franceville, Franceville Scheidsrechter: Bamlak Tessema (ETH) |
| 22 januari Afrikaans kampioenschap Groep A № 378 «onderlinge duels» 20:00 uur |               | 12' (e.d.) Rudinilson Silva 58' Bertrand Traoré |              | Stade de Franceville, Franceville Scheidsrechter: Bamlak Tessema (ETH) |

|                                                                                   |                                         |       |         |                                                                 |
| 28 januari Afrikaans kampioenschap Kwartfinale № 379 «onderlinge duels» 17:00 uur | Burkina Faso                            | 2 – 0 | Tunesië | Stade l'Amitié, Libreville Scheidsrechter: Daniel Bennett (RSA) |
| 28 januari Afrikaans kampioenschap Kwartfinale № 379 «onderlinge duels» 17:00 uur | Aristide Bancé 81' Préjuce Nakoulma 85' |       |         | Stade l'Amitié, Libreville Scheidsrechter: Daniel Bennett (RSA) |

|                                                                                    |                                                                            |              |                                                                  |                                                                  |
| 1 februari Afrikaans kampioenschap Halve finale № 380 «onderlinge duels» 19:00 uur | Burkina Faso                                                               | 1 – 1 (n.v.) | Egypte                                                           | Stade l'Amitié, Libreville Scheidsrechter: Malang Diedhiou (SEN) |
| 1 februari Afrikaans kampioenschap Halve finale № 380 «onderlinge duels» 19:00 uur | Aristide Bancé 73'                                                         |              | 66' Mohamed Salah                                                | Stade l'Amitié, Libreville Scheidsrechter: Malang Diedhiou (SEN) |
| 1 februari Afrikaans kampioenschap Halve finale № 380 «onderlinge duels» 19:00 uur | Strafschoppen                                                              |              |                                                                  | Stade l'Amitié, Libreville Scheidsrechter: Malang Diedhiou (SEN) |
| 1 februari Afrikaans kampioenschap Halve finale № 380 «onderlinge duels» 19:00 uur | Alain Traoré Banou Diawara Steeve Yago Kouakou Hervé Koffi Bertrand Traoré | 3 – 4        | Abdallah Said Ramadan Sobhi Ahmed Hegazy Mohamed Salah Amr Warda | Stade l'Amitié, Libreville Scheidsrechter: Malang Diedhiou (SEN) |

|                                                                                    |                  |       |       |                                                                       |
| 4 februari Afrikaans kampioenschap Troostfinale № 381 «onderlinge duels» 20:00 uur | Burkina Faso     | 1 – 0 | Ghana | Stade de l'Amitié, Libreville Scheidsrechter: Mehdi Abid Charef (ALG) |
| 4 februari Afrikaans kampioenschap Troostfinale № 381 «onderlinge duels» 20:00 uur | Alain Traoré 89' |       |       | Stade de l'Amitié, Libreville Scheidsrechter: Mehdi Abid Charef (ALG) |

|  |  |  |  |  |  |  |  |  |

|                                                               |                                     |       |              |                                                                                          |
| 24 maart Vriendschappelijk № 382 «onderlinge duels» 21:00 uur | Marokko                             | 2 – 0 | Burkina Faso | Stade de Marrakech, Marrakesh Toeschouwers: 9.000 Scheidsrechter: Youssef Essrayri (TUN) |
| 24 maart Vriendschappelijk № 382 «onderlinge duels» 21:00 uur | Fayçal Fajr 35' Aziz Bouhaddouz 64' |       |              | Stade de Marrakech, Marrakesh Toeschouwers: 9.000 Scheidsrechter: Youssef Essrayri (TUN) |

|                                                             |                                                    |       |              |                                                                                  |
| 2 juni Vriendschappelijk № 383 «onderlinge duels» 20:30 uur | Chili                                              | 3 – 0 | Burkina Faso | Estadio Nacional, Santiago Toeschouwers: 27.000 Scheidsrechter: Diego Abal (ARG) |
| 2 juni Vriendschappelijk № 383 «onderlinge duels» 20:30 uur | Arturo Vidal 10' Arturo Vidal 75' Ángelo Sagal 86' |       |              | Estadio Nacional, Santiago Toeschouwers: 27.000 Scheidsrechter: Diego Abal (ARG) |

|                                                                         |                                                                  |       |                 |                                                                             |
| 10 juni Kwalificatie AK 2019 Groep I № 384 «onderlinge duels» 18:00 uur | Burkina Faso                                                     | 3 – 1 | Angola          | Stade du 4 Août, Ouagadougou Scheidsrechter: Mahmoud Zakaria El Banna (EGY) |
| 10 juni Kwalificatie AK 2019 Groep I № 384 «onderlinge duels» 18:00 uur | Aristide Bancé 21' Aristide Bancé 42' (pen.) Bertrand Traoré 79' |       | 23' Gelson Dala | Stade du 4 Août, Ouagadougou Scheidsrechter: Mahmoud Zakaria El Banna (EGY) |

|                                                                       |                                              |       |                                         |                                                            |
| 12 augustus Kwalificatie CHAN 2018 № 385 «onderlinge duels» 16:00 uur | Burkina Faso                                 | 2 – 2 | Ghana                                   | Stade du 4 Août, Ouagadougou Scheidsrechter: Issa Sy (SEN) |
| 12 augustus Kwalificatie CHAN 2018 № 385 «onderlinge duels» 16:00 uur | Mohamed Sydney Sylla 58' Ilasse Sawadogo 85' |       | 17' (pen.) Sadick Adams 65' Gideon Waja | Stade du 4 Août, Ouagadougou Scheidsrechter: Issa Sy (SEN) |

|                                                                       |                |       |                                            |                                                               |
| 20 augustus Kwalificatie CHAN 2018 № 386 «onderlinge duels» 15:30 uur | Ghana          | 1 – 2 | Burkina Faso                               | Baba Yarastadion, Kumasi Scheidsrechter: Bienvenu Sinko (CIV) |
| 20 augustus Kwalificatie CHAN 2018 № 386 «onderlinge duels» 15:30 uur | Felix Addo 61' |       | 8' Mohamed Sydney Sylla 28' Herman Nikiema | Baba Yarastadion, Kumasi Scheidsrechter: Bienvenu Sinko (CIV) |

|                                                                             |         |       |              |                                                                                            |
| 2 september Kwalificatie WK 2018 Groep D № 387 «onderlinge duels» 20:00 uur | Senegal | 0 – 0 | Burkina Faso | Stade Léopold Sédar Senghor, Dakar Toeschouwers: 42.901 Scheidsrechter: Joshua Bondo (BOT) |
| 2 september Kwalificatie WK 2018 Groep D № 387 «onderlinge duels» 20:00 uur |         |       |              | Stade Léopold Sédar Senghor, Dakar Toeschouwers: 42.901 Scheidsrechter: Joshua Bondo (BOT) |

|                                                                             |                                                   |       |                                 |                                                                                       |
| 5 september Kwalificatie WK 2018 Groep D № 388 «onderlinge duels» 18:00 uur | Burkina Faso                                      | 2 – 2 | Senegal                         | Stade du 4 Août, Ouagadougou Toeschouwers: 35.000 Scheidsrechter: Janny Sikazwe (ZAM) |
| 5 september Kwalificatie WK 2018 Groep D № 388 «onderlinge duels» 18:00 uur | Bertrand Traoré 9' Pape Seydou N'Diaye 88' (e.d.) |       | 27' Ismaïla Sarr 75' Sadio Mané | Stade du 4 Août, Ouagadougou Toeschouwers: 35.000 Scheidsrechter: Janny Sikazwe (ZAM) |

|                                                                             |                                                   |       |                                 |                                                                                       |
| 5 september Kwalificatie WK 2018 Groep D № 389 «onderlinge duels» 18:00 uur | Burkina Faso                                      | 2 – 2 | Senegal                         | Stade du 4 Août, Ouagadougou Toeschouwers: 35.000 Scheidsrechter: Janny Sikazwe (ZAM) |
| 5 september Kwalificatie WK 2018 Groep D № 389 «onderlinge duels» 18:00 uur | Bertrand Traoré 9' Pape Seydou N'Diaye 88' (e.d.) |       | 27' Ismaïla Sarr 75' Sadio Mané | Stade du 4 Août, Ouagadougou Toeschouwers: 35.000 Scheidsrechter: Janny Sikazwe (ZAM) |

|                                                                  |                        |       |                                                    |                                                                         |
| 10 september WAFU Nations Cup № 390 «onderlinge duels» 15:00 uur | Burkina Faso           | 1 – 2 | Niger                                              | Cape Coast Sportstadion, Cape Coast Scheidsrechter: Daniel Laryea (GHA) |
| 10 september WAFU Nations Cup № 390 «onderlinge duels» 15:00 uur | Hassamy Sansan Dah 59' |       | 34' Boubacar Hainikoye Soumana 71' Idrissa Halidou | Cape Coast Sportstadion, Cape Coast Scheidsrechter: Daniel Laryea (GHA) |

|                                                                           |                                                     |       |                  |                                                                                  |
| 7 oktober Kwalificatie WK 2018 Groep D № 391 «onderlinge duels» 15:00 uur | Zuid-Afrika                                         | 3 – 1 | Burkina Faso     | Soccer City, Johannesburg Toeschouwers: 15.506 Scheidsrechter: Sidi Alioum (CMR) |
| 7 oktober Kwalificatie WK 2018 Groep D № 391 «onderlinge duels» 15:00 uur | Percy Tau 1' Themba Zwane 33' Sibusiso Vilakazi 45' |       | 87' Alain Traoré | Soccer City, Johannesburg Toeschouwers: 15.506 Scheidsrechter: Sidi Alioum (CMR) |

|                                                                             |                                                                                    |       |            |                                                                                         |
| 14 november Kwalificatie WK 2018 Groep D № 392 «onderlinge duels» 19:30 uur | Burkina Faso                                                                       | 4 – 0 | Kaapverdië | Stade du 4-Août, Ouagadougou Toeschouwers: 7.000 Scheidsrechter: Youssef Essrayri (TUN) |
| 14 november Kwalificatie WK 2018 Groep D № 392 «onderlinge duels» 19:30 uur | Préjuce Nakoulma 45' Préjuce Nakoulma 58' Préjuce Nakoulma 62' Banou Diawara 90+3' |       |            | Stade du 4-Août, Ouagadougou Toeschouwers: 7.000 Scheidsrechter: Youssef Essrayri (TUN) |

### 2018
|                                                                                       |        |       |              |                                                                 |
| 16 januari African Championship of Nations Groep D № 393 «onderlinge duels» 16:30 uur | Angola | 0 – 0 | Burkina Faso | Stade Adrar, Agadir Scheidsrechter: Bamlak Tessema Weyesa (ETH) |
| 16 januari African Championship of Nations Groep D № 393 «onderlinge duels» 16:30 uur |        |       |              | Stade Adrar, Agadir Scheidsrechter: Bamlak Tessema Weyesa (ETH) |

|                                                                                       |                                       |       |              |                                                                     |
| 20 januari African Championship of Nations Groep D № 394 «onderlinge duels» 19:30 uur | Congo-Brazzaville                     | 2 – 0 | Burkina Faso | Stade Adrar, Agadir Scheidsrechter: Pacifique Ndabihawenimana (BDI) |
| 20 januari African Championship of Nations Groep D № 394 «onderlinge duels» 19:30 uur | Carof Bakoua 67' Kader Bidimbou 90+2' |       |              | Stade Adrar, Agadir Scheidsrechter: Pacifique Ndabihawenimana (BDI) |

|                                                                                       |                          |       |                       |                                                              |
| 24 januari African Championship of Nations Groep D № 395 «onderlinge duels» 19:00 uur | Burkina Faso             | 1 – 1 | Kameroen              | Stade Ibn Batouta, Tanger Scheidsrechter: Victor Gomes (RSA) |
| 24 januari African Championship of Nations Groep D № 395 «onderlinge duels» 19:00 uur | Mohamed Sydney Sylla 42' |       | 52' Patrick Moussombo | Stade Ibn Batouta, Tanger Scheidsrechter: Victor Gomes (RSA) |

|                                                               |               |                                       |              |                                                                               |
| 22 maart Vriendschappelijk № 396 «onderlinge duels» 16:00 uur | Guinee-Bissau | 0 – 2                                 | Burkina Faso | Stade Didier Pironi, Limeil-Brévannes Scheidsrechter: Cedric Dos Santos (FRA) |
| 22 maart Vriendschappelijk № 396 «onderlinge duels» 16:00 uur |               | 36' Cyrille Bayala 38' Aristide Bancé |              | Stade Didier Pironi, Limeil-Brévannes Scheidsrechter: Cedric Dos Santos (FRA) |

|                                                               |              |                                     |        |                                                                          |
| 27 maart Vriendschappelijk № 397 «onderlinge duels» 18:00 uur | Burkina Faso | 0 – 2                               | Kosovo | Stade Jean Rolland, Franconville Scheidsrechter: Faouzi Benchabane (FRA) |
| 27 maart Vriendschappelijk № 397 «onderlinge duels» 18:00 uur |              | 73' Vedat Muriqi 90' Leart Paqarada |        | Stade Jean Rolland, Franconville Scheidsrechter: Faouzi Benchabane (FRA) |

|                                                             |          |                     |              |                                                                    |
| 27 mei Vriendschappelijk № 398 «onderlinge duels» 16:00 uur | Kameroen | 0 – 1               | Burkina Faso | Stade Pierre Brisson, Beauvais Scheidsrechter: Benoît Millot (FRA) |
| 27 mei Vriendschappelijk № 398 «onderlinge duels» 16:00 uur |          | 64' Bertrand Traoré |              | Stade Pierre Brisson, Beauvais Scheidsrechter: Benoît Millot (FRA) |

### 2019
FBF · A-internationals · Olympisch elftal · Burkinees vrouwenelftal
1960 – 1969 · 
1970 – 1979 · 
1980 – 1989 · 
1990 – 1999 · 
2000 – 2009 · 
2010 – 2019 ·
2020 − 2029
Algerije ·
Angola ·
Bahrein ·
België ·
Benin ·
Botswana ·
Burundi ·
Centraal-Afrikaanse Republiek ·
Chili ·
Comoren ·
Congo-Brazzaville ·
Congo-Kinshasa ·
Djibouti ·
Egypte ·
Equatoriaal-Guinea ·
Ethiopië ·
Gabon ·
Gambia ·
Ghana ·
Guinee ·
Guinee-Bissau ·
Iran ·
Ivoorkust ·
Kaapverdië ·
Kameroen ·
Kazachstan ·
Kenia ·
Kosovo · 
Lesotho ·
Liberia ·
Libië ·
Madagaskar ·
Malawi ·
Mali ·
Marokko ·
Mauritanië ·
Mozambique ·
Namibië ·
Niger ·
Nigeria ·
Noord-Korea ·
Oeganda ·
Oezbekistan ·
Oman ·
Qatar ·
Senegal ·
Seychellen ·
Sierra Leone ·
Soedan ·
Swaziland ·
Tanzania ·
Togo ·
Tunesië ·
Zambia ·
Zimbabwe ·
Zuid-Afrika ·
Zuid-Korea ·
Zuid-Soedan
Nigeria (2013)
AFC-zone: Afghanistan · Australië · Bahrein · Bangladesh · Bhutan · Brunei · Cambodja · China · Chinees Taipei · Filipijnen · Guam · Hongkong · India · Indonesië · Iran · Irak · Japan · Jemen · Jordanië · Koeweit · Kirgizië · Laos · Libanon · Macau · Maleisië · Maldiven · Mongolië · Myanmar · Nepal · Noord-Korea · Oezbekistan · Oman · Oost-Timor · Pakistan · Palestina · Qatar · Saoedi-Arabië · Singapore · Sri Lanka · Syrië · Tadjikistan · Thailand · Turkmenistan · Verenigde Arabische Emiraten · Vietnam · Zuid-Korea

CAF-zone: Algerije · Angola · Benin · Botswana · Burkina Faso · Burundi · Centraal-Afrikaanse Republiek · Comoren · Congo-Brazzaville · Congo-Kinshasa · Djibouti · Egypte · Equatoriaal-Guinea · Eritrea · Ethiopië · Gabon · Gambia · Ghana · Guinee · Guinee-Bissau · Ivoorkust · Kaapverdië · Kameroen · Kenia · Lesotho · Liberia · Libië · Madagaskar · Malawi · Mali · Mauritanië · Mauritius · Marokko · Mozambique · Namibië · Niger · Nigeria · Oeganda · Rwanda · Sao Tomé en Principe · Senegal · Seychellen · Sierra Leone · Soedan · Somalië · Swaziland · Tanzania · Togo · Tsjaad · Tunesië · Zambia · Zimbabwe · Zuid-Afrika · Zuid-Soedan 

CONCACAF-zone: Amerikaanse Maagdeneilanden · Anguilla · Antigua en Barbuda · Aruba · Bahama's · Barbados · Belize · Bermuda · Britse Maagdeneilanden · Canada · Kaaimaneilanden · Costa Rica · Cuba · Curaçao · Dominica · Dominicaanse Republiek · El Salvador · Frans Guyana · Grenada · Guadeloupe · Guatemala · Guyana · Haïti · Honduras · Jamaica · Martinique · Mexico · Montserrat · 
Nicaragua · Panama · Puerto Rico · Saint Kitts en Nevis · Saint Lucia · Saint Vincent en de Grenadines · Sint Maarten · Suriname · Trinidad en Tobago · Turks- en Caicoseilanden · Verenigde Staten

CONMEBOL-zone: Argentinië · Bolivia · Brazilië · Chili · Colombia · Ecuador · Paraguay · Peru · Uruguay · Venezuela

OFC-zone: Amerikaans-Samoa · Cookeilanden · Fiji · Nieuw-Caledonië · Nieuw-Zeeland · Papoea-Nieuw-Guinea · Samoa · Salomoneilanden · Tahiti · Tonga · Vanuatu

UEFA-zone: Albanië · Andorra · Armenië · Azerbeidzjan · België · Bosnië en Herzegovina · Bulgarije · Cyprus · Denemarken · Duitsland · Engeland · Estland · Faeröer · Finland · Frankrijk · Georgië · Gibraltar · Griekenland · Hongarije · IJsland · Ierland · Israël · Italië · Kazachstan · Kosovo · Kroatië · Letland · Liechtenstein · Litouwen · Luxemburg · Macedonië · Malta · Moldavië · Montenegro · Nederland · Noord-Ierland · Noorwegen · Oekraïne · Oostenrijk · Polen · Portugal · Roemenië · Rusland · San Marino · Schotland · Servië · Slovenië · Slowakije · Spanje · Tsjechië · Turkije · Wales · Wit-Rusland · Zweden · Zwitserland